# Диодор (патриарх Иерусалимский)
Патриа́рх Диодо́р (греч. Πατριάρχης Διόδωρος; в миру Дамиано́с Кари́валис, греч. Δαμιανός Γ. Καρίβαλης; 14 августа 1923, Хиос, Греция — 19 декабря 2000, Иерусалим) — епископ Иерусалимской православной церкви; с 1 марта 1981 года 139-й патриарх Иерусалимский и всея Палестины.
Официальный титул: Блаженнейший и Всесвятейший Кир Диодор, Патриарх Святого града Иерусалима и всея Палестины, Сирии, Аравии, обонпол Иордана, Каны Галилейской и святого Сиона.

## Биография
Родился 14 августа 1923 года на острове Хиосе в многодетной семье греческого священника. Там же получил начальное образование.
В октябре 1938 года прибыл в Иерусалим, где продолжил образование в Гимназии Святогробского братства, которую закончил в 1943 году.
4 марта 1944 года патриархом Иерусалимским Тимофеем был пострижен в монашество с наречением имени Диодор.

### Священство
22 сентября в Кувуклии Святого Гроба Господня архиепископом Аскалонским Василием был рукоположён в сан иеродиакона и нёс диаконское служение в Базилике Рождества Христова в Вифлееме.
5 октября 1947 года на Голгофе архиепископом Диокесарийским Иринархом рукоположён в сан иеромонаха и назначен игуменом монастыря в Претории в Иерусалиме и секретарём Комиссии по вопросам имущества.
В 1952 году Синодальным решением архимандрит Диодор был направлен в Афины для обучения на Богословском Факультете Афинского университета, по окончании которого в 1957 году, возвратился в Иерусалим и был назначен преподавателем Патриаршей Школы святого Димитрия, библиографом и архивариусом.
В 1958 году был назначен начальником Церковного суда, а в 1959 году — начальником Патриархийной Драгомании.

### Архиерейство
10 ноября 1962 году Патриархом Венедиктом и членами Священного Синода рукоположён в архиепископа Иерапольского с кафедрой в храме святых Апостолов на Элеонской горе.
В начале 1963 года году назначен Патриаршим Епитропом (наместником) в Аммане и Восточной Иордании, где деятельно трудился до избрания Патриархом, содержа за свой собственный счёт храм, школу, а также патриаршую резиденцию.

### Патриаршество
16 февраля 1981 года был избран патриархом Иерусалимским, а 1 марта в храме Воскресения Христова в Старом городе состоялась его патриаршая интронизация.
2 сентября 1981 года состоялся его официальный визит в Русскую православную церковь, где он был удостоен звания почётного доктора Ленинградской духовной академии.
В сентябре 1982 года совершил официальный визит в США и был принят президентом США Рональдом Рейганом.
В период патриаршества Диодора продолжались активные восстановительные работы в зданиях Иерусалимской патриархии, особенно в храме Воскресения Христова. Были построены: новое здание патриархии, новая Патриаршая резиденция, храм святителя Николая, патриаршая школа и священнический дом в Акабе (Иордания), восстановлен разрушенный монастырь Архангела Михаила в Яффо, обновлена кровля Базилики Рождества Христова.
Добился возобновления традиционного Великого освящения Иорданских вод на месте Крещения Господня за Иоанно-Предтеченским монастырём между Мёртвым морем и Иерихоном, которое было заминировано во время Шестидневной войны 1967 года. Таким образом, православное духовенство и верующие стали отправляться в сопровождении израильской армии, которая разминировала доступ к священной реке, на обычное Великое водосвятие Иорданских вод в Крещенский сочельник.
По настоянию Диодора Священный синод Иерусалимской православной церкви, «принимая во внимание наши неоднократные призывы как к отдельным инославным, так и ко всем участникам диалогов на местах прекратить прозелитизм, а также наши горячие протесты, не давшие, однако, никакого положительного результата», принял решение «с целью охранения нашей паствы прекратить богословский диалог со всеми инославными вообще, то есть с римо-католиками, англиканами, антихалкидонцами, старокатоликами, лютеранами и реформатами». Об этом патриарх Диодор сообщил главам Поместных автокефальных православных церквей в письме от 13 июля 1989 года.
2 октября 1989 года в греческом монастыре святых Киприана и Иустины патриарх Диодор сказал: «Иерусалимская Патриархия <…> никогда не меняла и не будет менять учение, каноны и догматы нашей Церкви. Мы и дальше готовы трудиться, а если понадобится — и пострадать ради их сохранения. Угрозы, получаемые нами каждый день, и действия наших противников нисколько не пугают нас. Мы останемся непоколебимыми стражами, верными учению нашей Церкви». Такая позиция патриарха Диодора привела к распре между двумя Константинопольской и Иерусалимской патриархиями. В особую проблему превратились контакты Иерусалима с приверженцами старого стиля, а также открытая поддержка, оказываемая Иерусалимом тем церковным приходам в Австралии, которые находились в конфликте со своим архиепископом Стилианом (Харкианакисом). Высшей точкой противостояния двух патриархий стал Собор, проходивший в Стамбуле 30—31 июля 1993 года, на котором председательствовал патриарх Варфоломей, присутствовали большое число епископов и представителей греческой диаспоры всего мира. Этот Собор, по сути дела, был созван с целью осудить патриарха Диодора и его деятельность. Сам патриарх Иерусалимский не приехал, заявив, что, в соответствии со священными канонами, патриарха Поместной церкви может судить лишь Вселенский собор. Патриарх Диодор был осуждён за вмешательство в дела не своей юрисдикции, «фракционистскую деятельность», заговор против Константинопольской патриархии и евхаристическое общение с «раскольниками и еретиками» а также, соблазн и разделение греческого народа. Было прекращено поминовение Патриарха Диодора диптихах Константинопольского Патриархата, однако по «милости и человеколюбию» ему было дано время на покаяние до праздника Рождества Христова под угрозой лишения сана. Одновременно собор принял решение лишить сана архиепископов Исихия (Кондоянниса) и Тимофея (Маргаритиса). Решения этого собора были доведены до сведения глав всех Православных церквей и вызвали бурное обсуждение, но ни одна церковь не выразила несогласия. Последовал протест со Святой Горы Афон, однако другие крупные монастыри не вмешивались. В то же время экуменический курс был поддержан внутри самой Иерусалимской патриархии: архиепископ Синайский Дамиан (Самардзис) после решения Константинопольского собора 1993 года прекратил поминовение патриарха Диодора. Сразу после Собора имя патриарха Диодора было вычеркнуто из диптиха Константинопольской православной церкви.
После того как правительство Греции выступило с заявлением о прекращении выдачи Иерусалимской Церкви денежного пособия, патриарх Диодор отказался от организации экзархата в Австралии и в каких-либо иных странах; его поминовение в диптихах КПЦ было возобновлено в том же году, а лишённых сана клириков восстановили в своем достоинстве. В 1995 году Патриарх Варфоломей нанёс визит в Иерусалимскую Православную Церковь.
Последние годы жизни тяжело болел сахарным диабетом. 5 ноября 2000 года патриарх Диодор дал последний приём по случаю престольного праздника Иерусалимской патриархии.
14 декабря 2000 года был доставлен в иерусалимскую больницу «Хадасса Эйн-Карем» с диагнозом «микроинфаркт». 15 декабря патриарх Московский и всея Руси Алексий II направил патриарху Диодору I сочувственную телеграмму с пожеланием выздоровления.

### Смерть и похороны
В больнице состояние патриарха Диодора постоянно ухудшалось и 19 декабря 2000 года он скончался.
22 декабря в кафедральном храме Иерусалимской патриархии святых равноапостольных Константина и Елены патриарший местоблюститель митрополит Корнилий (Родусакис) возглавил отпевание патриарха Диодора.
После чина отпевания началась траурная процессия к месту погребения. Гроб с телом Патриарха Диодора на руках был перенесён к зданию Иерусалимской патриархии, где была совершена заупокойная лития. Затем процессия проследовала через армянский квартал к Елеонской горе. В монастыре в Малой Галилее патриарх Диодор был погребён в крипте храма святых Апостолов.

## Награды
- Большой крест ордена Звезды Румынии (1999 год, Румыния)[9].